# Condor Liberation
Die Condor Liberation ist eine Trimaran-Schnellfähre der Reederei Condor Ferries.

## Geschichte
Die Fähre des Typs Auto Express 102 wurde unter der Baunummer 270 auf der australischen Werft Austal gebaut. Die Kiellegung fand am 27. November 2008 statt. Die Fertigstellung der Fähre, für die es noch keinen Abnehmer gab, erfolgte im Dezember 2009. 2014 kaufte Condor Ferries die Fähre für 50 Mio. £, nachdem der Verkehrsvertrag für die Bedienung der Fährverbindung vom Vereinigten Königreich zu den Kanalinseln Jersey und Guernsey verlängert worden war. Die Fähre, die auf dem Typ Auto Express 127 basiert, der als Benchijigua Express von der Reederei Fred. Olsen Express im Fährverkehr der Kanarischen Inseln eingesetzt wird, wurde auf der Austal-Werft auf den Philippinen an die Anforderungen von Condor Ferries angepasst. Sie wurde im Dezember 2014 auf eigenem Kiel nach Großbritannien überführt und nach weiteren Ausrüstungsarbeiten am 27. März 2015 auf der Fährverbindung zwischen Poole und den Kanalinseln Jersey und Guernsey in Dienst gestellt. Sie ersetzte die beiden kleineren Katamaran-Fähren Condor Express und Condor Vitesse, die an die griechische Reederei Seajets verkauft wurden.

## Technische Daten und Ausstattung
Die Fähre wird von drei Viertakt-Zwanzigzylinder-Dieselmotoren des Typs MTU 20V8000M71L mit jeweils 9100 kW Leistung angetrieben. Die Motoren wirken über Untersetzungsgetriebe auf drei Wasserstrahlantriebe. Für die Stromerzeugung stehen vier von MTU-S60-Dieselmotoren mit jeweils 270 kW Leistung angetriebene Generatoren zur Verfügung. Der Maschinenraum mit den Antriebsmotoren befindet sich im mittleren der drei Rümpfe des Trimarans. Die Fähre ist mit zwei ausfahrbaren Bugstrahlrudern ausgerüstet.
Auf die Rümpfe sind die Decksaufbauten mit vier Decks aufgesetzt. Die unteren beiden Decks sind die Fahrzeugdecks, wobei das obere der beiden Fahrzeugdecks im mittleren Bereich höhenverstellbar ist, so dass hier bei hochgezogenem Fahrzeugdeck die volle Höhe von 4,30 m für den Transport von Lkw auf 188 Spurmetern genutzt werden kann. An den beiden Seiten steht unter dem oberen Fahrzeugdeck eine Höhe von 2,25 m zur Verfügung. Die nutzbare Höhe auf dem oberen Fahrzeugdeck und dem höhenverstellbaren Fahrzeugdeck beträgt 1,85 m. Das obere Fahrzeugdeck ist im vorderen Bereich nach oben offen. Das untere Fahrzeugdeck ist über eine herunterklappbare Heckrampe zugänglich, die beim Umbau der Fähre 2014 nachgerüstet wurde.
Oberhalb der Fahrzeugdecks befindet sich das Deck mit den Einrichtungen für die Passagiere, denen drei Aufenthaltsräume mit Sitzgelegenheiten sowie ein Schnellimbiss, eine Bar, ein Shop und ein Kinderspielbereich zur Verfügung stehen. Auf dem obersten Deck befindet sich das Steuerhaus. Dieses wurde beim Umbau 2014 um die geschlossenen Nocken sowie eine Messe und einen Aufenthaltsraum für die Schiffsbesatzung ergänzt. Die Nocken gehen zur besseren Übersicht beim An- und Ablegen und dem Navigieren in engen Fahrwassern etwas über die Schiffsbreite hinaus. Im hinteren Bereich des Passagier- und des Brückendecks befinden sich jeweils offene Decksbereiche.